# 大阪ラセン管工業
大阪ラセン管工業株式会社（おおさかラセンかんこうぎょう）は、大阪市に本社を置く、フレキシブルチューブ・ベローズの製造企業。

## 概要
1912年創業で、フレキシブルチューブメーカーの老舗である。 戦時中は、日本航金工業株式会社と称し、日本軍の指導により、零式艦上戦闘機・一式戦闘機「隼」等の軍機向けフレキシブルチューブや船舶用フレキシブルチューブを製造していた。
現在では、都市ガス・液化石油ガス用フレキシブルチューブをはじめ、消防法評定フレキシブルチューブ・ベローズ式伸縮管継手、船舶やプラント等の一般産業向け汎用フレキシブルチューブ・ベローズ式伸縮管継手、冷媒ガス配管用振動吸収管、半導体・液晶製造装置内・工場内の高純度ガス配管用（内面研磨・精密洗浄）フレキシブルチューブや排気用真空仕様フレキシブルチューブ・ベローズなどを製造している。 また、2007年には、茨城県東海村・日本原子力研究開発機構内に建設中の大強度陽子加速器（J-PARC）・3GeV 陽子シンクロトロン（RCS）に、純チタン製超高真空仕様ベローズを納入した実績を持つ。

## 事業所
- 本社および大阪工場： 〒555-0025 大阪市西淀川区姫里三丁目12番33号
- 袋井工場 ： 〒437-0056 静岡県袋井市小山1700番地
- 東京営業所： 〒141-0022 東京都品川区東五反田二丁目20番4号